# Synagoge (Delmenhorst)

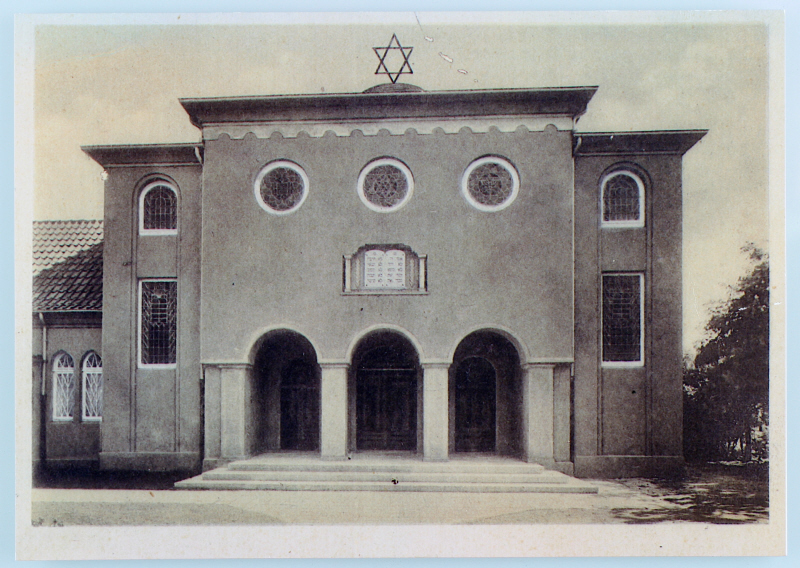
Zerstörte Synagoge in Delmenhorst

Die Synagoge in Delmenhorst, einer Stadt im Oldenburger Land in Niedersachsen, wurde 1927/28 errichtet und 1938 von den Nationalsozialisten zerstört.

## Geschichte
Im Jahr 1838 richtete die Jüdische Gemeinde in einem Haus an der Gartenstraße 2 eine Synagoge mit Betsaal, Schulraum und Lehrerwohnung ein. Im Jahr 1924 beschloss die Jüdische Gemeinde Delmenhorst eine neue Synagoge an der Cramerstraße zu errichten. Die Einweihung fand am 2. September 1928 statt.
Beim Novemberpogrom 1938 wurde die Synagoge durch SA-Männer und andere Nationalsozialisten angezündet und brannte aus. Die Brandruine wurde zunächst der Landessparkasse zu Oldenburg, dem Gläubiger für den Baukredit, übereignet, die sie 1940 an eine Privatperson verkaufte. Die Ruine wurde zu einem Mehrfamilienhaus umgebaut. Die äußeren Mauern und Teile der Treppenhäuser befinden sich noch im Ursprungszustand.